# Arsague
Arsague é uma comuna francesa na região administrativa da Nova Aquitânia, no departamento Landes. Estende-se por uma área de 7,14 km². Em 2010 a comuna tinha 339 habitantes (densidade: 47,5 hab./km²).